# Gilles Clément
Gilles Clément (Argenton-sur-Creuse, Indre, 1943) es un jardinero, arquitecto paisajista, botánico, entomólogo y escritor francés.
Es ingeniero hortícola de formación y enseña en la Escuela Nacional Superior de Paisajismo de Versalles, siendo autor de los conceptos de «jardín planetario» y de «jardín en movimiento». Esas prácticas se basan en observaciones de un paisaje no fijo. En lugar de encajonar a las plantas en un medio preciso para poder organizar una creación, el jardinero deja que actúe la naturaleza. Así, se verifica en las plantaciones un «rediseñarse» permanente: la forma del jardín no será la misma en la próxima floración.
Gilles Clément es favorable al mestizaje de especies, que él llama de «agitación», y que aumenta con los años. De ahí la idea de jardines y de parques planetarios que él cultiva de un modo protector, dedicándoles el mismo cuidado a las hierbas foliosas y las esencias aún más raras plantadas en los jardines prestigiosos. Clément integra la globalización del mundo actual mediante la «planetarización» de la tierra como jardín, es decir como lugar de vida: « Muestro la diversidad extrema que existe sobre el planeta ».
Decepcionado por la elección de Nicolas Sarkozy a la presidencia francesa en 2007, y estimando que esa decisión no permitirá un desarrollo ecológico de la política francesa, Gilles Clément decide anular todos sus contratos con el Estado francés y dedicarse a  «proyectos de resistencia». Su primer proyecto, inaugurado en junio de 2007, es un encargo artístico para la Bienal de Arte Contemporáneo de Melle (Deux-Sèvres): ese jardín, previsto para ser sostenible, se compone de un jardín acuático y de otro de ortigas (Urtica dioica) con una base donde se puede realizar el purín de ortiga, utilizado en jardinería ecológica para reforzar la inmunidad de los vegetales, evitar los tratamientos y los pesticidas. El segundo proyecto, un jardín en la necrópolis de Tuvixeddu (Cagliari, Cerdeña), es un encargo de Renato Soru, presidente de dicha región italiana.

## Principales realizaciones
- Parque André-Citroën (París)[2] con Allain Provost y Patrick Berger (invernaderos)
- Jardines del Arco de La Défense (Altos del Sena)
- Parque Matisse (Euralille, Lille) con Éric Berlin y Sylvain Flipo
- Jardines de Valloires (Argoules)
- Jardín del Castillo de Blois
- Jardín del Dominio del Rayol
- Jardín del Museo del muelle Branly (París) con Jean Nouvel
- Jardín de la Escuela Normal Superior de Lyon
- Jardín del Liceo Agrícola Jules Rieffel (Saint-Herblain)

## Premios
- 1998 - Grand Prix du paysage

## Publicaciones
- La Friche apprivoisée in Urbanisme n° 209, sept. 1985
- Le Jardin en mouvement, Pandora, 1991
- La Vallée, Pandora, 1991
- Le Jardin en mouvement, de la Vallée au parc André-Citroën, Sens et Tonka, 1994 (reeditado aumentada)
- Éloge de la friche (con el grabador François Béalu), ed. Lacourière & Frélaut, 1994
- Le Jardin romantique de George Sand (con Christiane Sand), Albin Michel, 1995
- Contributions à l'étude du jardin planétaire. À propos du feu (con Michel Blazy), École régionale des Beaux-arts de Valence, 1995
- L'Enclos et la Mesure (con Jean-Paul Ruiz), ed. Jean-Paul Ruiz, 1996
- Thomas et le Voyageur, Albin Michel, enero de 1997
- Traité succinct de l'art involontaire, Sens & Tonka, 1997
- Les Libres Jardins de Gilles Clément, Le Chêne, 1997
- Une école buissonnière, Hazan, sept. 1997
- Le Jardin planétaire (con Claude Éveno), L'Aube/Château-Vallon, 1997
- Les Portes, Sens & Tonka, 1998
- La Dernière Pierre, Albin Michel, agosto de 1999
- Terres fertiles (avec Stéphane Spach), ed. de l'Imprimeur, sept. 1999
- Les Jardins planétaires (avec Guy Tortosa), ed. Jean-Michel Place, sept. 1999
- Les Jardins du Rayol, Actes Sud, julio de 1999 ; reeditado en mayo de 2005
- Le Jardin en mouvement, de la Vallée au parc André-Citroën, Sens & Tonka, sept. 1999 (reedición aumentada)
- Voyage au Jardin planétaire, carnet de croquis (con Raymond Sarti), ed. Spiralinthe, nov. 1999
- Le Jardin en mouvement, de la Vallée au parc André-Citroën, Sens & Tonka, 2001
- Eloge des vagabondes, ed. Nil, mayo de 2002
- Herbes (avec Jean-Paul Ruiz), ed. Jean-Paul Ruiz, 2003
- La Sagesse du Jardinier ed. L'Œil Neuf, marzo de 2004
- Manifeste pour le Tiers-paysage, ed. Sujet Objet, mayo de 2004
- Jardins de lettres (con Claude Delias), Jane Otmezguine, 2004
- Euroland (con Edith Roux & Guy Tortosa) ed. Jean-Michel Place, 2005
- Le Dindon et le Dodo, ed. Bayard Culture, feb. 2005
- Les Nuages, ed. Bayard Culture, feb. 2005
- Gilles Clément, une écologie humaniste, (con Louisa Jones) ed. Aubanel, sept. 2006
- Où en est l'herbe ? Réflexions sur le jardin planétaire, (con Louisa Jones) Actes Sud, oct. 2006
- Environ(ne)ment - Manières d'agir pour demain, (con Philippe Rahm) Skira Editore, nov. 2006 (edición bilingüe)
- Le Jardin en mouvement, de la Vallée au Jardin planétaire, ed. Sens & Tonka, marzo de 2007 (reedición aumentada)
- Le Belvédère des lichens, coedición Jean Pierre Huguet ed., Parc Naturel des Monts d’Ardèche, en colaboración con le Sentier des Lauzes
- Toujours la vie invente, ed. de l'Aube, 2008 ISBN 2-7526-0422-X